# Libao, Jiangsu
Libao är en köpinghuvudort i Kina. Den ligger i provinsen Jiangsu, i den östra delen av landet, omkring 190 kilometer öster om provinshuvudstaden Nanjing. Antalet invånare är 74 334. Befolkningen består av 39 815 kvinnor och 34 519 män. Barn under 15 år utgör 10,0 %, vuxna 15-64 år 72 %, och äldre över 65 år 17,0 %.
Runt Libao är det tätbefolkat, med 819 invånare per kvadratkilometer. Libao är det största samhället i trakten. Trakten runt Libao består till största delen av jordbruksmark.
Genomsnittlig årsnederbörd är 1 189 millimeter. Den regnigaste månaden är juli, med i genomsnitt 248 mm nederbörd, och den torraste är januari, med 30 mm nederbörd.